# Pusztafalu
Pusztafalu ist eine ungarische Gemeinde im Kreis Sátoraljaújhely im Komitat Borsod-Abaúj-Zemplén.

## Geografische Lage
Pusztafalu liegt in Nordungarn, 71 Kilometer nordöstlich des Komitatssitzes Miskolc, 21 Kilometer nordwestlich der Kreisstadt Sátoraljaújhely an dem Fluss Perecse-Bükk-patak und unmittelbar an der Grenze zur Slowakei, Nachbargemeinden sind Filkeháza und Füzér, in jeweils acht Kilometer sowie Füzérkomlós in sechs Kilometer Entfernung.

## Sehenswürdigkeiten
- Friedhof mit hölzernen Grabstelen (Kopjafás temető)
- Heimatmuseum (Falumúzeum)
- Naturlehrpfad (Kormos-Bába tanösvény)
- Reformierte Kirche, erbaut 1806, restauriert 1925

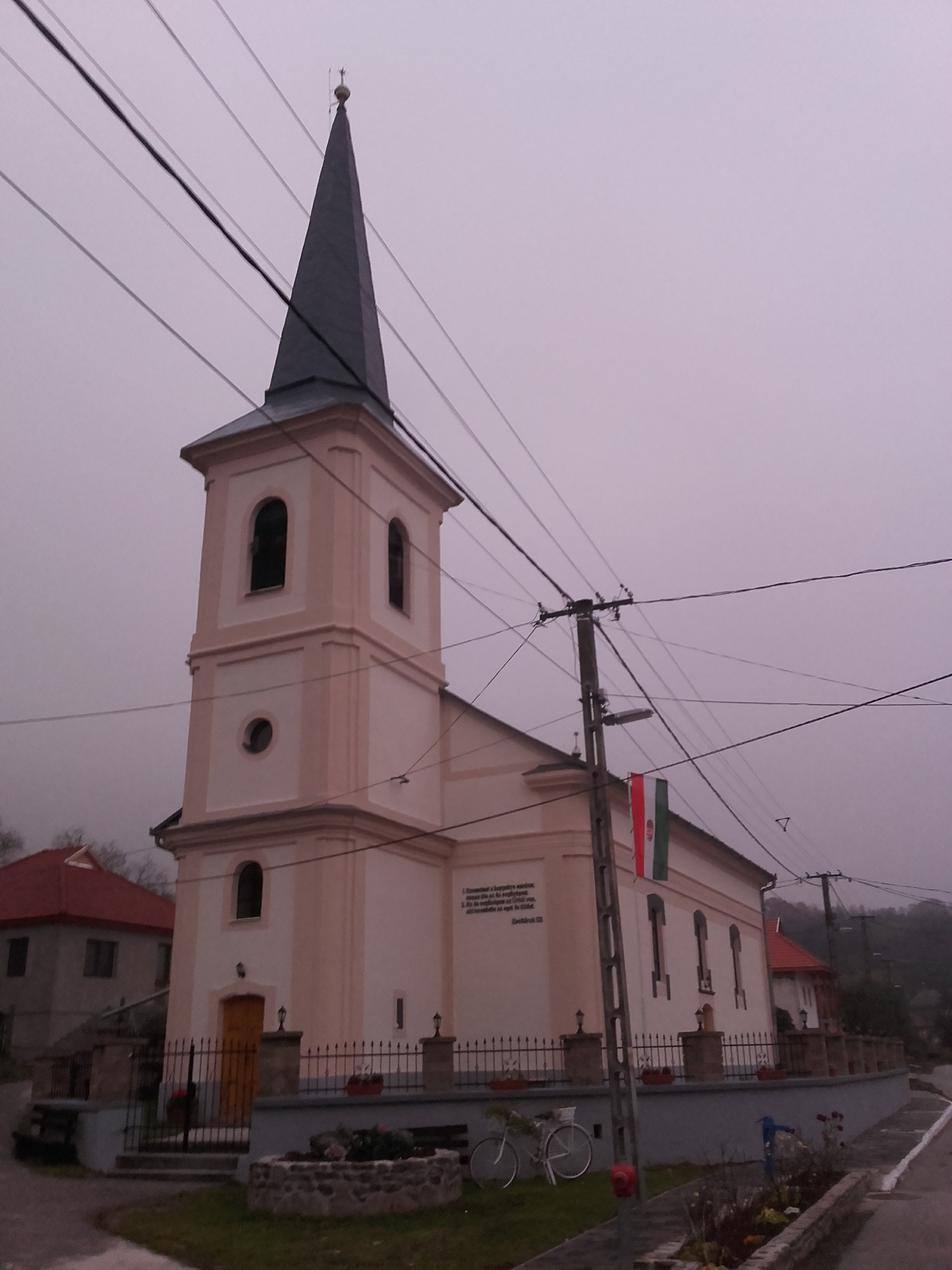
Reformierte Kirche in Pusztafalu
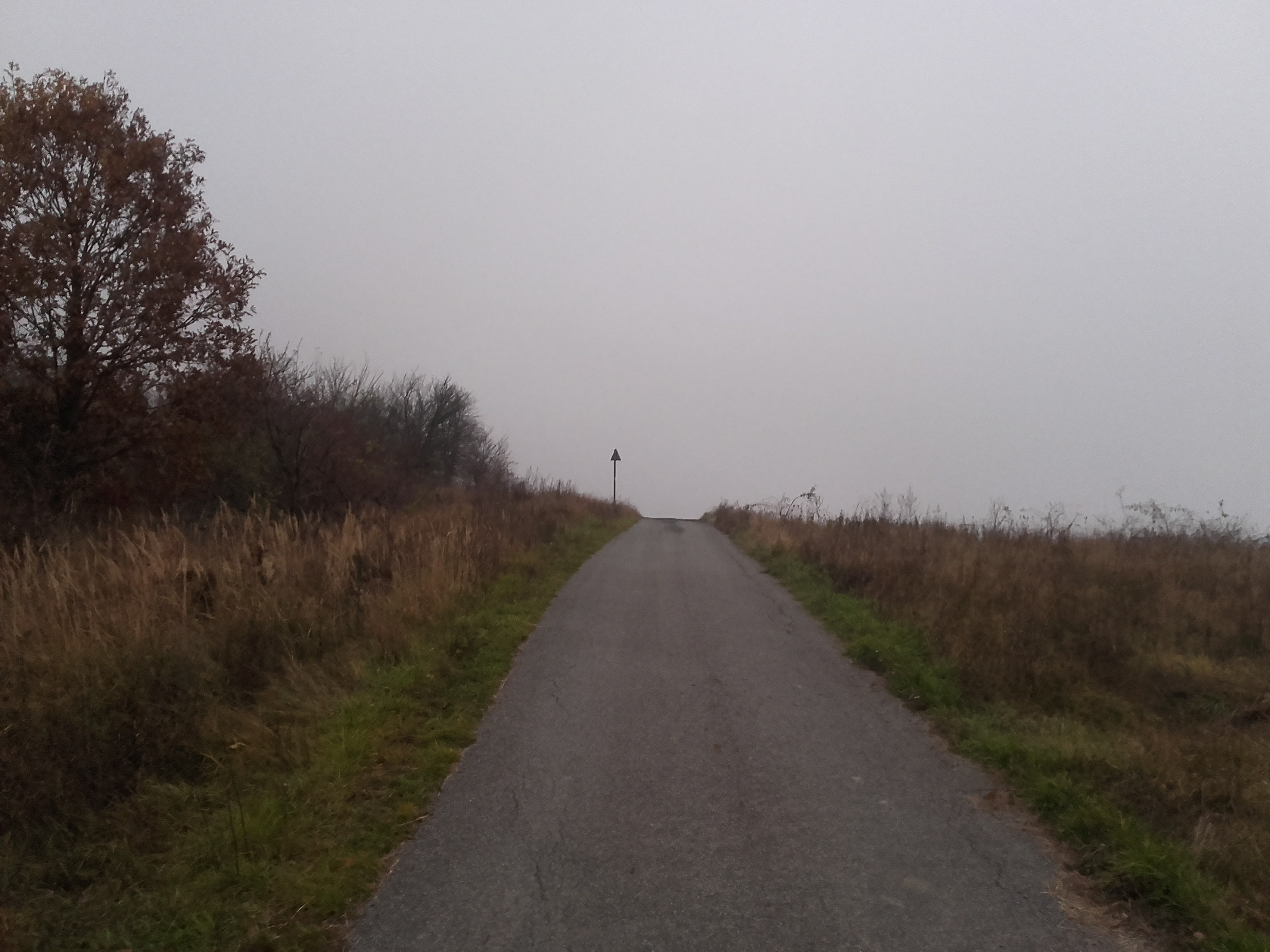
Straße zur slowakischen Grenze

## Verkehr
Pusztafalu ist nur über die Nebenstraße Nr. 37122 zu erreichen. Der nächstgelegene Bahnhof befindet sich in Sátoraljaújhely.